# Francisco Seeber
Francisco Seeber (Buenos Aires, 15 de noviembre de 1841 - íd., 13 de diciembre de 1913) fue un militar, político y empresario argentino, quien fue capitán del ejército argentino en la Guerra del Paraguay, Intendente de Buenos Aires durante el período 1889 - 1890, y empresario de la construcción. Se lo considera además el fundador del actual barrio porteño de Villa Urquiza.
Una plaza de la ciudad de Buenos Aires honra su memoria. Seeber era hijo de Sophia Taut y Magnus Seeber.

## Seeber y Villa Urquiza

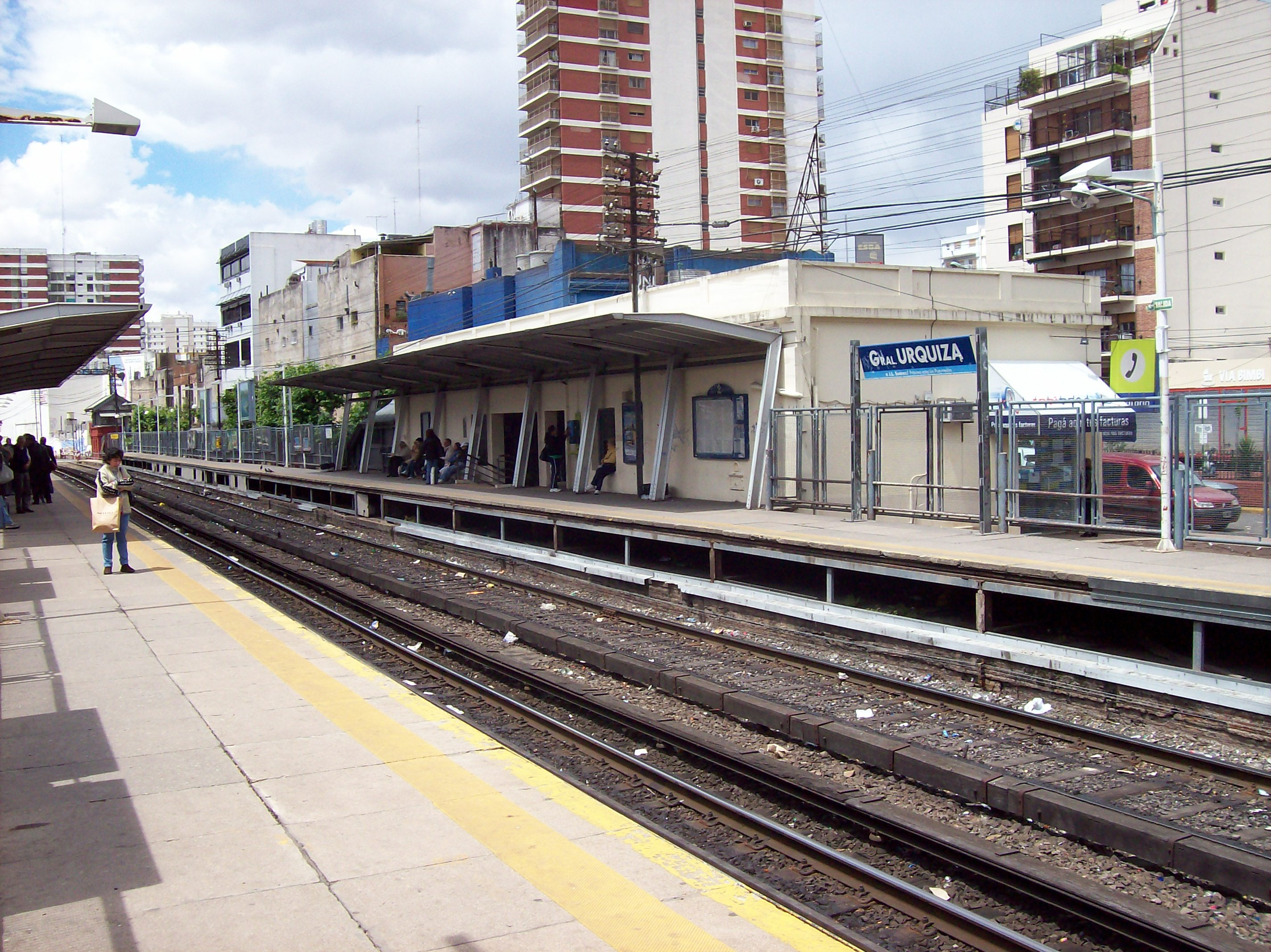
Estación Gral. Urquiza, del Ferrocarril Mitre.

Hacia 1885, Seeber era un prestigioso empresario del rubro de la construcción, propietario de la empresa Las Catalinas, que obtuvo el proyecto de nivelación y construcción de los Muelles de las Catalinas, ubicados al norte de las actuales avenidas L. N. Alem y Córdoba, en el barrio de Retiro.
Dado que el terreno era sumamente bajo e inundable, debió procurarse material de relleno para poder efectuar la obra, y para ello fueron adquiridos unos terrenos adquiridos a Francisco Cayol, ubicados en el entonces Cuartel Quinto de Belgrano, conocidos como las Lomas Altas, que tenían una altitud estimada en 40 metros sobre el nivel del río. Desde las Lomas, situadas a unos 10 km al noroeste de la obra de los muelles de Catalinas, se enviaba el material de relleno.
Seeber hizo que algunos de sus trabajadores (principalmente de origen entrerriano) se instalaran en las cercanías de la obra donde se extraía tierra y se fabricaban ladrillos, y ya a principios de 1887 se contaban residiendo en la zona unas 120 familias.
Seeber además hizo construirse el Chalet Urquiza y luego de la finalización de la obra encomendó la urbanización, el loteo y la venta de parcelas en la zona, sobre 30 manzanas, la cual recibió como nombre inicial Villa de Las Catalinas.
Al poco tiempo, ya existían además del Chalet y la Villa de las Catalinas, otras dos urbanizaciones pequeñas llamadas Villa (o Chalet) Mazzini y Villa (o Chalet) Modelo.
En 1889 el actual Ferrocarril General Bartolomé Mitre (ramal José León Suárez) fija una estación en las actuales calles Monroe y Bauness.
Finalmente a pedido de los vecinos de la zona, en octubre de 1901 la Intendencia de la ciudad le impone oficialmente a todos los barrios de la zona el nombre de Villa Urquiza, mientras que el ferrocarril nombra a la estación como General Urquiza un año después.

## Intendente de Buenos Aires
Seeber recibió el cargo de Intendente de Buenos Aires en 1889, sucediendo al interino Guillermo Cranwell. 
Un historiador enumera:

Proyectó la avenida de Norte a Sud, el ensanche de la calle Florida, retrocediendo las casas de tres metros en el piso bajo y colocando columnas iguales de granito al frente, lanzó la primera ordenanza sobre tráfico urbano con la base de <<Conserve su izquierda>>, llevó a cabo el saneamiento de La Boca, instaló baños públicos, suprimió el lavado de ropa en ríos, e hizo pavimentar más de 400 cuadras
William Rögind, "Historia del Ferrocarril del Sud. 1861-1936". Buenos Aires, 1937. (p. 77)

También intentó dar impulso al proyecto de avenidas diagonales que ayudaran a descongestionar las angostas calles del centro porteño. Sin embargo, la situación de crisis económica en la cual se encontraba el país cuando finalmente el Congreso de la Nación aprobó las partidas presupuestarias, provocó que las obras no comenzaran sino hasta 1913.
| Predecesor: Guillermo Cranwell | Intendente de Buenos Aires 1889 – 1890 | Sucesor: Francisco Bollini |